# Jack White
 Der er for få eller ingen kildehenvisninger i denne artikel, hvilket er et problem. Du kan hjælpe ved at angive troværdige kilder til de påstande, som fremføres i artiklen.

Jack White, (9. juli 1975), hvis rigtige navn er John Anthony Gillis, er en amerikansk sanger, sangskriver, pianist og guitarist. Han dannede i 1997 bandet The White Stripes og er desuden sanger, guitarist og sangskriver i bandet The Raconteurs, der også tæller Brendan Benson, Patrick Keeler og Jack Lawrence. Desuden er han en del af bandet The Dead Weather, der blev dannet i 2009.
Jack White er født i Detroit som den yngste i en katolsk familie med ti børn, syv drenge og tre piger. I mange år drømte White om at blive præst, men efter at have afsluttet high school og være droppet ud af college, åbnede Jack i stedet en møbelpolstringsforretning, Third Man Upholstery. I denne forretning viste Jack lige dele arbejdsomhed og kreativitet, blandt andet var alt i butikken og på visitkortene holdt i farverne gul, rød og sort. Værktøjet var gult og sort, visitkortene var på gult papir med sort tryk og en håndmalet rød blodsdråbe med sloganet "your furniture is not dead". The White Stripes farvetema er ligeledes 3 farver, nemlig rød, sort og hvid. 
Samtidigt med, at Jack havde sin møbelpolstringsforretning, lavede han også musik, og en af hans første udgivelser var således med en anden møbelpolstrer, Brian Muldoon, i duoen The Upholsteres.
På denne tid, var Jack også begyndt at date Meg White. De giftede sig i 1996, og Jack antog Megs efternavn. 
I 1997 debuterede The White Stripes, og i 1999 fik de deres første album på gaden. Jack White producerede selv albummet, og de optog det i Jacks eget hus, som han kaldte The Third Man studios, efter sin møbelpolstringsbutik, Third Man Upholstery. Samtidigt med dette var Jack White også medlem af to andre bands, The Goober og Peas.  
The White Stripes fik det store gennembrud, og da de udgav deres tredje album Elephant, blev Jack White et kendt navn. Det skete ikke kun på grund af Jack Whites store musikalske talent, men også fordi han havde et sammenstød med Von Bondies forsanger Jason Stollsheimer, der endte med en retssag og mange ubehagelige spørgsmål til Jack fra pressen. 
I juni 2005 udkom The White Stripes femte album Get Behind Me Satan. I videoen til albummets første single Blue Orchid spillede supermodellen Karen Elson med. White og Elson blev gift d. 2. juni 2005.   
Jack White spiller i dag trommer, guitar, klaver og marimba og er derudover en dygtig sanger.
Han er blevet omtalt som sin generations bedste guitarist, men faktisk har han aldrig fået en lektion; han er selvlært. Hans første instrument var trommer, som han begyndte at spille på som 11-årig. Han begyndte at spille guitar for at have noget at øve sig på trommer til, det var som 16-årig. Men principielt er Jack trommeslager og ikke guitarist. 
Da han senere gav sig i kast med klaveret, var det naturligvis også uden hjælp. Marimbaen er det eneste instrument, han nogensinde har modtaget egentlig undervisning i at spille på.
Som musiker er Jack generelt meget intuitiv. På scenen er der for eksempel aldrig nogen setliste, og det er ikke usædvanligt, at han skifter imellem flere sange løbende. 
Jack er en stor tilhænger af vinyl mediet, og udgiver derfor alle sine albums på LP som på CD. Ud over disse albums kan man finde små "sære" singles, b-sider eller lignende som kun kan findes på vinyl. Da Jack's album Lazaretto udkom, kunne man derfor købe denne på en såkaldt Ultra LP. Blandt meget andet skal "Lazaretto" spilles indefra og ud, den har et skjult "bandsløjfe-spor" i yderste rille, hvor den samme musikstump spiller igen og igen – det er første gang, nogen har gjort dette i en yderrille ifølge White – den har skjulte numre under midterlabelet på begge sider, som i øvrigt – altså de skjulte numre – skal spilles på henholdsvis 78 og 45 omdrejninger. Nummeret "Just One Drink" har to forskellige introer, en akustisk og en elektrisk, alt efter hvor på vinylen, man sætter pickuppen, og der er et hologram på side 1. 
Jack har haft en markant rolle som bannerfører, for vinylpladens revival i løbet af den seneste håndfuld år, og Jack's store passion for LP plader har også gjort, at han er blevet valgt som ambassadør for den verdensomspændende Record Store Day.

## Personlighed
Som barn var Jack meget indadvendt og sky. Men i dag er han veltalende og temperamentsfuld. Han beskrives af mennesker omkring ham, som "en rigtig god og elskværdig person, der dog altid vil have sin vilje"

## Filosofi
Jack er dybt fascineret af tallet 3. Dette stammer helt tilbage fra dengang, hvor han havde sin møbelpolstrerforretning, Third Man Upholstery, hvor alt som nævnt var holdt i tre farver. Hans musik er bygget op på 3 komponenter, guitar, trommer og vokal. Sangene er bygget op om 3 komponenter, fortælling, rytme og melodi. Jacks egen underskrift er 3 lodrette streger, således: |||. På numerologisk vis giver navnet Jack White 9, hvilket er 3×3, selve bandnavnet The White Stripes giver også 9 3×3, dette kan dog være tilfældigheder.
Jacks egen forklaring på fascinationen er, at 3 er alt, du har brug for. Et bord skal bruge 3 ben for at stå, der skal bruge mindst 3 stempler for at polstre et møbel og sangskrivningen skulle jo bruge 3 komponenter for at virke. Det var Jacks idé at skære alting ned til dets minimalistiske grundlag. 
En anden af Jacks idéer er, at det i kreativ udfoldelse er tilrådeligt at begrænse sig selv. At putte sig selv i en boks, så at sige. At gøre så meget man kan, med så lidt som muligt, helst 3 komponenter, igen, skær ting ned til minimum.
En af Jacks hjertesager er sandheden. Han mener, at den forsvinder med det moderne samfund, som han i øvrigt er imod: Han ville ønske, at han var født i fortiden. Han taler om tre forskellige sandheder: Den sandhed som individet ser, den sandhed som flertallet ser, og den sandhed som kun Gud kender til, og som er den virkelige sandhed, der varer ligeså lang tid som objektet eller følelsen varer, og som vi kun kan foregive at kende til. Det bør i denne forbindelse bemærkes, at Jack er stærkt religiøs katolik og endog med i en sekt/klub for mennesker, der er sikre på at komme i himlen.
Hans fascination af sandheden fører også til hans kærlighed til børn, da han mener, at små børn ikke lyver, men senere begynder de at blive mere og mere fordærvede, og til sidst ender de som stakkels løgnagtige voksne.

## The Raconteurs
White dannede The Raconteurs i 2005 sammen med Brendan Benson, Jack Lawrence og Patrick Keeler. Oprindelsen af bandet var sangen 'Steady, As She Goes ", som White skrev sammen med Benson. Dette inspirerede dem til at skabe et helt band med tilføjelse af Lawrence og Keeler. Bandet fandt sammen i Detroit i 2005. Bandets debutalbum "Broken Boy Soldiers" blev indspillet i Bensons hjem i Detroit. Bandet tog på turné for at promovere albummet, herunder otte datoer som opvarmning for Bob Dylan. Gruppens andet album, "Consolers Of The Lonely", og dens første single, "Salute Your Solution", blev udgivet samtidigt i 2008. Albummet modtog en Grammy-nominering. 

## The Dead Weather
Jack White og Alison Mosshart optrådte første gang live med The Dead Weather på Glastonbury Festival, den 26. juni, 2009. 
I begyndelsen af 2009 dannede Jack White en ny gruppe som blev kaldt "The Dead Weather" med "The Kills" forsanger Alison Mosshart. White tog selv tromme og vokal opgaven, mens "The Raconteurs" bassisten Jack Lawrence og "Queens of the Stone Age" keyboardspiller og guitarist Dean Fertita var de sidste medlemmer. 
Gruppen debuterede med en håndfuld nye numre fra deres debutalbum "Horehound" den 11. marts 2009 i Nashville, som udkom 13 juli 2009 i Europa, og 14 Juli 2009 i Nordamerika på Whites Third Man Records. 
Den 16. oktober 2009 bekræftede Mosshart at det andet album var "halvvejs færdig." Den første single "Die By The Drop" blev udgivet den 30. marts 2010. Det nye album "Sea of Cowards" blev udgivet den 7. maj i Irland,den 11. maj 2010 i USA og 10. maj i England, og igen, fra Whites Third Man Records.

## Solo karriere
I 2003 gik der rygter om at Jack havde samarbejdet med "Electric Six" i deres sang "Danger! High Voltage". Både han og "Electric Six" benægtede dog dette, og det vokale arbejde blev krediteret officielt til John S O'Leary. Men i et radiointerview med Tim Shaw på Kerrang! 105,2 i Storbritannien, taler Dick Valentine, forsanger i "Electric Six", åbent om Jack White's sang, samt spekulationer på mængden af penge, han blev betalt. Også en artikel i Q magazine erklærede, at Jack White havde samarbejdet med "Electric Six" på sangen "Gay Bar".
I 2008 samarbejdede Jack White med Alicia Keys på sangen "Another Way to Die", som blev brugt i James Bond filmen "Quantum of Solace".
Han optrådte i filmen Cold Mountain som figuren Georgia, og spillede fem sange til Cold Mountain soundtracket: "Sittin' On The Top Of The World", "Wayfaring Stranger", "Never Far Away", "Christmas Time Soon Will Be Over" og "Great High Mountain".
Efter Cold Mountain, hvor Jack spillede sammen med skuespillerinden Renée Zellweger, datede Jack og Renée. De to gik fra hinanden i julen 2004 efter to år sammen.
I 2009 var Jack White med i "It Might Get Loud", en film hvor han, Jimmy Page og The Edge var sammen for at diskutere den elektriske guitar, og hver kunstners forskellige spillestil. White's første solo single, "Fly Farm Blues", blev skrevet og indspillet på 10 minutter, under indspilningen af filmen i august. Singlen blev solgt som en 7-tommer vinylplade fra Third Man Records, og som digital single via iTunes den 11. august.
I november 2010 annoncerede producer Danger Mouse, at White var blevet erhvervet til hans samarbejde med Daniele Luppi og Norah Jones. Albummet fik titlen "Rome" og White lagde vokal til tre sange på albummet: "The Rose With The Broken Neck", "Two Against One" og "The World".
Sangen "You Know That I Know", udført af White, blev præsenteret på The Lost Notebooks of Hank Williams, og udgivet den 4. oktober 2011.
Den 30. januar 2012 udgav White "Love Interruption" som den første single fra hans debut, selv-producerede soloalbum "Blunderbuss", som blev udgivet den 24. april 2012. 
Den 3. marts 2012, optrådte han på Saturday Night Live som den musikalske gæst, med gæstevært Lindsay Lohan.
I sommeren 2012 spillede Jack på flere festivaler såsom Firefly Music Festival, Radio 1 Hackney Weekend, Sasquatch! Music Festival, Fuji Rock Festival i Japan, en af de største festivaler i verden, Rock Werchter i Belgien, og senere på året var han hovednavn på Austin City Limits Music Festival. White har 2 opvarmingsbands med på hans soloturne. Det første, "The Peacocks", er et "all-female" baseret band som består af Ruby Amanfu, Carla Azar, Lillie Mae Rische, Maggie Björklund, Brooke Waggoner, og Bryn Davies og Catherine Popper som skiftende bassister. Det andet band, "The Buzzards", er et "all-male" baseret band som består af Daru Jones, Dominic Davis, Fats Kaplin, Ikey Owens, og Cory Younts.
Den 1. april 2014 annoncere Jack, at hans andet soloalbum, Lazaretto, vil blive frigivet 10 juni, 2014. Samtidig udgiver han den første single fra albummet, "High Ball Stepper".

## Diskografi
- Blunderbuss (2012)
- Lazaretto (2014)
- Boarding House Reach (2018)
- Fear of the Dawn (2022)
- Entering Heaven Alive (2022)
- No Name (2024)